# 木里胡颓子
木里胡颓子（学名：Elaeagnus bockii var. muliensis）为胡颓子科胡颓子属下的一个变种。

## 扩展阅读
- 維基物種上的相關：木里胡颓子